# 1911 год в истории метрополитена
В этой статье перечисляются основные  события из истории метрополитенов в 1911 году. Полужирным шрифтом выделены открытия новых транспортных систем.

## События
- 18 января — на линии 7bis Парижского метрополитена открыты станции: «Жорес», «Боливар», «Боцарис», «Пляс-де-Фет», «Пре-Сен-Жерве», «Данюб»[1].
- 15 февраля — на линии 3 Парижского метрополитена открыта станция: «Порт-де-Шанперре»[1].
- 26 февраля — на линии 13 Парижского метрополитена открыты станции: «Порт-де-Сент-Уэн», «Ги Моке», «Ля-Фурш», «Пляс-де-Клиши», «Льеж», «Сен-Лазар»[1].
- 8 апреля — на линии 12 Парижского метрополитена открыты станции: «Пигаль», «Сен-Жорж»[1].
- 6 июня — на линии 7 Парижского метрополитена открыта станция: «Ле Пеллетье»[1].